# 王春麗
王春麗（1983年10月8日—），中國女子越野滑雪、冬季兩項運動員，籍貫吉林省吉林市。

## 生涯
王春麗在運動生涯中獲獎並不多，她於2003年的全國第十屆冬季運動會的女子個人10公里小項取得銅牌，及後在2005年的世界大學生冬運會的女子接力小項得銅牌，又於2月的世界錦標賽的女子15公里賽以第27名運動員成完賽事，而在年尾由芬蘭以及瑞典主辦的國際FIS積分賽皆奪得冠軍。
都靈冬季奧運，王春麗在2月12日進行的女子個人15公里小項中以45分09秒6，排名第21，是中國在冬季奧運中最出色的成績，另外的女子團體賽中，王春麗與姜春良在初賽中以第7位的最終成績完成比賽，但未能出線。而在女子個人10公里小項中最終以第18結束賽事。
其後，王春麗改參與冬季兩項。2008年12月6日，她在瑞典舉行的世界杯以22分48秒完成賽事，奪得女子7.5公里小項的金牌，是首位奪得世界性冬季兩項錦標賽的運動員。兩年後的溫哥華冬季奧運，王春麗參與7.5公里小項，並在89位運動員中排名第50。

## 資料來源
1. ↑  .   [2008-12-06]. （原始内容存档于2008-12-12）.
2. ↑  .   [2010-02-14]. （原始内容存档于2011-08-14）.